# Nicolas Denis François Brisout de Barneville
Nicolas Denis François Brisout de Barneville (7 octobre 1749 à Rouen - 26 mars 1842 à Paris) est un industriel français.

## Biographie
Il perfectionne la machine à filer le coton inventée par son père François Nicolas Brisout (1769). Il sert à partir de 1773 dans l'armée comme secrétaire d'un inspecteur de troupes. Sous-lieutenant (1779), il devient aide de camp du baron Vioménil et secrétaire général de l'armée (1780). Il participe ainsi à la Révolution américaine et assiste au siège de Yorktown (1781). Il est ensuite nommé commissaire des guerres (1784).
En 1786, il fonde une entreprise de mousseline imitant, grâce à sa machine, celles des Indes, qui devint très importante. Louis XVI visite son établissement, et le gouvernement, pour répandre son invention, en fait l'acquisition en 1788 et accorde une pension à Brisout. Brisout redevient alors commissaire des guerres (1791-1793) mais est destitué à la prise du château de Namur. Ruiné, il cherche alors à retirer profit de son invention mais ne parviendra plus jamais à obtenir les moyens pour exploiter sa machine.
Réintégré comme commissaire des guerres sous l'Empire, il sert lors des campagnes d'Italie.
Ses descendants ont hérité du patronyme Brisout de Barneville alors que ses aïeux étaient des Brisout établis à Rouen.
Origine de « de Barneville » : 
Il est le grand-père de l'entomologiste Charles Nicolas François Brisout de Barneville (1822-1893).

## Distinctions
- Ordre royal et militaire de Saint-Louis (1816).

## Postérité
- Une rue de Rouen porte son nom. Cette rue est celle où se situe le Commissariat de Police de Rouen, conséquemment nommé « Brisout » par les Rouennais.